# Ауфбау-Ост
Ауфбау Ост (нім. «Aufbau Ost» — «Відбудова Сходу») — кодова назва підготовчих заходів до нападу на СРСР, що передували безпосередній реалізації плану «Барбаросса». Перекидання величезної кількості військ до кордонів Радянського Союзу здійснювалося в обстановці надзвичайної секретності.